# Zamachy na izraelskich dyplomatów (13 lutego 2012)
Dwa zamachy bombowe samochodów pułapek na izraelskich dyplomatów – akty terroryzmu, które miały miejsce 13 lutego 2012 w Nowym Delhi w Indiach i w Tbilisi w Gruzji.

## Tło
W ciągu kilku ostatnich miesięcy poprzedzających zamachy doszło do słownej eskalacji konfliktu pomiędzy Izraelem a Iranem. 
12 lutego gazeta Ha-Arec opublikowała artykuł, jakoby Iran wezwał do wyjaśnień ambasadora Azerbejdżanu wskutek raportu opublikowanego w The Times, który opisał rzekomą współpracę Mosadu z Azerbejdżanem przeciwko Iranowi. 

## Zamachy

### Indie
Samochód pułapka wybuchł gdy żona izraelskiego attaché obrony w Indiach udawała się wraz z kierowcą odebrać dzieci ze szkoły. W wyniku wybuchu kobieta wymagała hospitalizacji, natomiast kierowca i dwóch przechodniów doznali lekkich obrażeń. 

### Gruzja
Jadący do pracy pracownik ambasady Izraela usłyszał dziwny hałas. Po zatrzymaniu się odkrył umieszczony przy podwoziu ładunek wybuchowy, który został zabezpieczony przez zaalarmowanych gruzińskich policjantów.

## Śledztwo
Indyjski minister spraw wewnętrznych P. Chidambaram oznajmił, że w zamachu nie został użyty heksogen (jak to miało miejsce podczas innych zamachów w Indiach) i jak na razie nikomu nie zostały przedstawione zarzuty. Oświadczył jednak, że sprawcy zamachu zostaną doprowadzeni do „sprawiedliwości”. Tuż po incydencie policja w Delhi zatrzymała 5 podejrzanych jednak zostali oni zwolnieni z aresztu. Indyjscy śledczy przeglądali również nagrania CCTV.
7 marca policja w Delhi aresztowała indyjskiego dziennikarza Syed Mohammed Kazmi pracującego dla irańskiej agencji prasowej. Policja twierdzi, że wraz z trzema innymi osobami prowadził rekonesans ambasady Izraela, z których jedna była bezpośrednio zamieszana w zamach. Według policyjnych doniesień Kazmi wraz z żoną otrzymywał na konta bankowe pokaźne kwoty pieniężne pochodzące z zagranicznych kont bankowych. 
10 kwietnia Generalna Dyrekcja ds. Badań Podatku Dochodowego i Generalna Dyrekcja Egzekwowania Gospodarczego zarejestrowały przez małżeństwo przypadki prania brudnych pieniędzy w myśl ustawy zapobiegającej tego typu czynnościom. Ich krewni zdołali jednak obalić wszelkie zarzuty. 3 kwietnia 2012 Magistralny Sąd Metropolitarny odrzucił wniosek o kaucję. Wymiar sprawiedliwości nie dał wiary jego wyjaśnieniom i uznał za podejrzane posiadanie tak dużych międzynarodowych rozgałęzień.

## Reakcje
- Izrael - Premier Binjamin Netanjahu obwinił Iran za oba zamachy „Iran, który stoi za tymi atakami, jest największym eksporterem terroryzmu na świecie. Izraelski rząd i jego siły bezpieczeństwa będą nadal współpracować z lokalnymi służbami bezpieczeństwa wobec tych działań terrorystycznych”[3].

Minister spraw zagranicznych postawił w stan wyższej gotowości placówki dyplomatyczne Izraela w związku z rocznicą śmierci przywódcy Hezbollahu Imada Mughniyeh. Organizacja zapowiedziała odwet na Izraelitach przebywających za granicą. 
- Iran - Rzecznik Ministerstwa Spraw Zagranicznych Ramin Mehmanparast potępił ataki, które określił "terrorystycznymi", ale również odrzucił izraelskie zarzuty i odmówił odpowiedzialności za zdarzenia[11]. Obwinił natomiast Izrael za działania pod obcą flagą.

## Następstwa
14 lutego 2012 w Bangkoku w Tajlandii miał miejsce kolejny zamach bombowy. Sprawcy powiązani byli z Iranem.